# 140
L'any 140 és un any de traspàs que comença un dijous.

## Esdeveniments
- 1 de gener: comença el tercer consolat d'Antoní Pius i el primer de Marc Aureli.[1]

- Tardor: Antoní Pius i Marc Aureli visiten Pompeu Falco, governador de Bretanya a l'inici del regnat d'Adrià. Potser el van consultar sobre la possibilitat d'estendre la dominació romana sobre l'illa.[2]
- Claudi Ptolemeu acaba la seva obra Almagest.[3]
- Comença el pontificat del Papa Pius I.[4]
- L'oli ibèric comença a ser famós a l'Imperi Romà i se'n multipliquen les exportacions.[cal citació]